# جيفري إس. مور
جيفري إس. مور (بالإنجليزية: Jeffrey S. Moore)‏ هو كيميائي أمريكي، ولد في 1962 في جوليت في الولايات المتحدة.